# Blaise Compaoré
Blaise Compaoré, född 3 februari 1951 i Ziniaré i Plateau-Central, är en burkinsk officer och politiker som mellan 1987 och 2014 var Burkina Fasos president.
Under Thomas Sankaras tid som president 1983–1987 var Compaoré Sankaras närmsta och mest betrodda medarbetare, och de två var även nära vänner privat. I oktober 1987 avsattes dock Sankara av Compaoré i en blodig statskupp i vilken även Sankara  avrättades. Compaoré valdes med 90 % av rösterna till president 1991 i ett val som oppositionen bojkottade. Han blev omvald med 87,5 % av rösterna 1998 i ett val som oppositionen också bojkottade. 2005 och 2010 blev han åter omvald under samma förutsättningar. 
Compaoré tillhör partiet Demokrati- och framstegskongressen. 
Efter 27 år vid makten avsattes Compaoré den 30 oktober 2014 av militären. Dagen efter avgick han självmant. Detta som en följd av massdemonstrationer och våldsamma upplopp i protest mot ett förslag på grundlagsändring som skulle ge Compaoré möjlighet att sitta kvar vid makten. Han har flytt till Elfenbenskusten.
I augusti 2021 meddelar åklagaren för High Court of Justice att rättegången mot regeringsmedlemmar som misstänks ha spelat en roll för att undertrycka upproret 2014 inleds. Blaise Compaoré kan åter kallas för att svara på domarnas frågor.
Den 11 oktober 2021 ställdes Compaoré  inför rätta i Ouagadougou tillsammans med 13 andra för mordet på Sankara. Compaoré och dennes säkerhetschef Hyacinthe Kafondo åtalades i sin frånvaro.
Den 6 april 2022 dömdes Blaise Compaoré och två av hans medarbetare i sin frånvaro till livstids fängelse för mordet på Sankara. Flera andra av de åtalade dömdes till långa fängelsestraff. Tre av dem friades. 